# Hexisopus fumosus
Hexisopus fumosus är en spindeldjursart som beskrevs av Lawrence 1967. Hexisopus fumosus ingår i släktet Hexisopus och familjen Hexisopodidae. Inga underarter finns listade i Catalogue of Life.